# Trochalus ingratus
Trochalus ingratus är en skalbaggsart som beskrevs av Frey 1975. Trochalus ingratus ingår i släktet Trochalus och familjen Melolonthidae. Inga underarter finns listade i Catalogue of Life.